# Buckets of Rain
"Buckets of Rain" es una canción del músico estadounidense Bob Dylan publicada en el álbum de estudio de 1975 Blood on the Tracks.
Musicalmente, "Buckets of Rain" es una canción de blues. Aun así, presenta un ritmo mayor en comparación con el resto de canciones que conforman Blood on the Tracks. En la versión de estudio publicada en el álbum, "Buckets of Rain" está interpretada en clave de Mi mayor y conformada por guitarra acústica y bajo.
"Buckets of Rain" fue incluido en la banda sonora de la película Jóvenes Prodigiosos, publicada en 2000. En 1976, el propio Dylan cantó la canción junto a Bette Midler en su álbum de estudio Songs for the New Depression. En directo, Dylan sólo interpretó "Buckets of Rain" una vez, como apertura del concierto ofrecido en Detroit el 18 de noviembre de 1990.

## Versiones
"Buckets of Rain" ha sido versionada por numerosos músicos, entre los que figuran:
- Happy Traum: American Stranger (1978), Bucket of Songs (1983)
- Wendy Bucklew: The Times They Are A-Changin' (1992), After You (2002)
- Jimmy LaFave: Road Novel (1998)
- Steve Howe: Portraits of Bob Dylan (1999)
- Mary Lee's Corvette: Blood on the Tracks (2002)
- Bette Midler: Doin' Dylan 2 (2002)
- Wendy Bucklew: May Your Song Always Be Sung: The Songs of Bob Dylan, Volume 3 (2003)
- Neko Case: Sweetheart 2005: Love Songs (2005)
- Beth Orton & M. Ward : "Confidentially Speaking"
- Chris Martin, en el Union Chapel de Londres el 27 de noviembre de 2006.
- David Gray durante varios conciertos.
- Sarah Softich: Duluth Does Dylan Revisited (2006)
- Maria Muldaur: Heart Of Mine - Love Songs Of Bob Dylan (2006)
- Martin Simpson en el Union Chapel de Londres el 13 de noviembre de 2007.
- Eric Bibb: Diamond Days 2007
- The Wood Brothers: Loaded (2008)